# 아무르 (영화)
《아무르》(프랑스어: Amour)는 2012년 프랑스어 드라마 영화이다. 미하엘 하네케가 감독과 각본을 맡았으며 장루이 트랭티냥과 에마뉘엘 리바, 이자벨 위페르가 출연했다. 영화의 주인공은 다른 나라에 살고있는 딸을 둔 정년 퇴임한 음악 교사 노부부인 안과 조르주로, 부인인 안이 신체 한 부분에 장애를 갖게된다. 영화는 오스트리아와 프랑스, 독일의 영화사가 합작하여 제작되었다.
영화는 2012년 칸 영화제에 초청되었으며 황금종려상을 수상했다. 또 제85회 아카데미상 외국어영화상을 수상했다. - 영화리뷰

## 줄거리
파리 아파트 주민들이 한 아파트에서 나는 냄새에 대해 불평하자, 긴급 서비스 요원들이 문을 부수고 침실에서 잘린 꽃으로 장식된 한 노파의 시신을 발견한다.
영화의 시작 장면 몇 달 전, 은퇴한 피아노 교사인 80대 부부 안느와 조르주는 안느의 옛 제자인 알렉상드르의 연주회에 참석한다. 그들은 집에 돌아와 누군가 자신들의 아파트에 침입하려 했지만 실패했다는 것을 알게 된다. 다음 날 아침, 아침 식사를 하던 중 안느는 조용히 뇌졸중을 겪는다. 그녀는 긴장증 상태로 앉아 조르주에게 반응하지 않는다. 조르주가 도움을 요청하려 할 때 그녀는 정신을 차리지만, 뇌졸중이 발생했다는 사실을 전혀 모른다. 안느가 스스로 음료를 따를 수 없게 되자 조르주는 그녀에게 의학적 도움을 받도록 설득할 수 없었다.
안느는 막힌 경동맥 수술을 받지만, 수술이 잘못되어 몸의 오른쪽이 마비되고 휠체어에 의존하게 된다. 그녀는 조르주에게 자신을 병원이나 요양원에 보내지 않겠다고 약속하게 한다. 조르주는 약간 짜증은 나지만 안느의 충실한 간병인이 된다. 어느 날, 창문에서 떨어져 자살을 시도한 것처럼 보이는 안느는 조르주에게 더 이상 살고 싶지 않다고 말한다.
그들이 참석했던 연주회의 옛 제자 알렉상드르는 방문하고, 안느는 옷을 잘 차려입고 방문하는 동안 활발한 대화를 나누며 조르주에게 그녀의 상태가 일시적일 것이라는 희망을 준다. 그러나 그녀는 곧 두 번째 뇌졸중을 겪어 치매에 걸리고 일관된 말을 할 수 없게 된다. 조르주는 계속해서 안느를 돌본다.
조르주는 일주일에 3일 간호사를 고용하기 시작한다. 그들의 딸 에바는 어머니가 요양시설에 가기를 원하지만, 조르주는 안느에게 한 약속을 어기지 않을 것이라고 말한다. 그는 두 번째 간호사를 고용하지만, 그녀가 안느를 학대하는 것을 발견한 후 그녀를 해고한다.
어느 날, 조르주는 안느의 침대 옆에 앉아 그녀에게 어린 시절 이야기를 들려주며 그녀를 진정시킨다. 안느가 눈을 감자, 그는 조용히 베개를 집어 그녀를 질식시켜 죽인다.
조르주는 꽃다발을 들고 집으로 돌아와 씻고 자른다. 그는 안느의 옷장에서 드레스를 고르고 긴 편지를 쓴다. 그는 침실 문을 테이프로 봉하고 창문을 통해 날아 들어온 비둘기를 잡는다. 편지에서 조르주는 비둘기를 풀어주었다고 설명한다. 조르주는 안느가 부엌에서 설거지를 하고 있다고 상상하고, 말없이 그녀가 청소를 마치고 집을 나서기 위해 준비하는 것을 응시한다. 안느는 조르주에게 코트를 가져오라고 부르고, 그는 순종하여 그녀를 따라 문 밖으로 나간다.
영화는 시작 장면의 연속으로 끝난다. 에바는 비어 있는 집을 배회한 후 거실에 앉아 있다.

## 출연진
- 장루이 트랭티냥 - 조르주
- 에마뉘엘 리바 - 안
- 이자벨 위페르 - 에바

## 한국판 성우진(KBS) (2013년 5월 24일)
- 이완호 - 조르쥬(장루이 트랭티냥)
- 이경자 - 안느(에마뉘엘 리바)
- 송도영 - 에바(이자벨 위페르)
- 김창주  - 관리인의 남편(라몬 아기레)
- 은정 - 관리인(리타 블랑코) / 간호사(캐롤 프랭크)
- 심승한 - 에바의 남편(윌리엄 쉬멜)
- 주재규 - 알렉산드르(알렉산드르 타로) / 경찰(로렝 카펠뤼토)
- 김태영 - 경찰(장-미셸 먼록)
- 김소희 - 간호사(디나라 드루카로바)